# Campionati tedeschi di sci alpino 2015
I Campionati tedeschi di sci alpino 2015 si sono svolti a Garmisch-Partenkirchen e Seefeld in Tirol (in Austria) dal 24 al 19 marzo. Il programma ha incluso gare di discesa libera, supergigante, slalom gigante, slalom speciale e combinata, tutte sia maschili sia femminili.
Trattandosi di competizioni valide anche ai fini del punteggio FIS, vi hanno partecipato anche sciatori di altre federazioni, senza che questo consentisse loro di concorrere al titolo nazionale tedesco.

## Risultati

### Uomini

#### Discesa libera
| Pos. | Atleta            | Nazione       | Tempo   |
| ---- | ----------------- | ------------- | ------- |
| 1    | Boštjan Kline     | Slovenia      | 1:00,84 |
| 2    | Martin Čater      | Slovenia      | 1:00,98 |
| 3    | Thomas Dreßen     | Germania      | 1:01,00 |
| 4    | Josef Ferstl      | Germania      | 1:01,15 |
| 5    | Klaus Brandner    | Germania      | 1:01,20 |
| 6    | Christof Brandner | Germania      | 1:01,22 |
| 7    | Rok Perko         | Slovenia      | 1:01,22 |
| 8    | Willis Feasey     | Nuova Zelanda | 1:01,57 |
| 9    | Andreas Sander    | Germania      | 1:01,62 |
| 10   | Christian Ferstl  | Germania      | 1:01,92 |
| 10   | Anton Tremmel     | Germania      | 1:01,92 |

Data: 24 marzo

Località: Garmisch-Partenkirchen

Ore: 

Pista: 

Partenza: 1 690 m s.l.m.

Arrivo: 1 188 m s.l.m.

Dislivello: 502 m

Tracciatore: Andreas Fürbeck

#### Supergigante
| Pos. | Atleta            | Nazione     | Tempo   |
| ---- | ----------------- | ----------- | ------- |
| 1    | Boštjan Kline     | Slovenia    | 1:07,13 |
| 2    | Andreas Sander    | Germania    | 1:08,00 |
| 3    | Thomas Dreßen     | Germania    | 1:08,08 |
| 4    | Josef Ferstl      | Germania    | 1:08,22 |
| 5    | Rok Perko         | Slovenia    | 1:08,33 |
| 6    | Klaus Brandner    | Germania    | 1:08,50 |
| 7    | Maarten Meiners   | Paesi Bassi | 1:08,67 |
| 8    | Tilen Debelak     | Slovenia    | 1:08,74 |
| 9    | Christian Ferstl  | Germania    | 1:08,96 |
| 10   | Dominik Schwaiger | Germania    | 1:09,10 |

Data: 25 marzo

Località: Garmisch-Partenkirchen

Ore: 

Pista: 

Partenza: 1 690 m s.l.m.

Arrivo: 1 188 m s.l.m.

Dislivello: 502 m

Tracciatore: Stephan Kurz

#### Slalom gigante
| Pos. | Atleta            | Nazione       | Tempo   |
| ---- | ----------------- | ------------- | ------- |
| 1    | Alexander Schmid  | Germania      | 1:57,32 |
| 2    | Riccardo Tonetti  | Italia        | 1:57,62 |
| 3    | Manfred Mölgg     | Italia        | 1:57,96 |
| 4    | Fritz Dopfer      | Germania      | 1:58,20 |
| 5    | Stefan Luitz      | Germania      | 1:58,30 |
| 6    | Willis Feasey     | Nuova Zelanda | 1:58,61 |
| 7    | Maarten Meiners   | Paesi Bassi   | 1:58,62 |
| 7    | Paul Sauter       | Germania      | 1:58,62 |
| 9    | Dominik Schwaiger | Germania      | 1:58,64 |
| 10   | Georg Hegele      | Germania      | 1:59,71 |

Data: 28 marzo

Località: Seefeld in Tirol

1ª manche:

Ore: 9.30 (UTC+1)

Pista: 

Partenza: 1 500 m s.l.m.

Arrivo: 1 050 m s.l.m.

Dislivello: 290 m

Tracciatore: Herbert Renoth
2ª manche:

Ore: 12.30 (UTC+1)

Pista: 

Partenza: 1 500 m s.l.m.

Arrivo: 1 050 m s.l.m.

Dislivello: 290 m

Tracciatore: Robert Füß

#### Slalom speciale
| Pos. | Atleta           | Nazione  | Tempo   |
| ---- | ---------------- | -------- | ------- |
| 1    | Alexander Schmid | Germania | 1:33,45 |
| 2    | Philipp Schmid   | Germania | 1:33,49 |
| 3    | Paul Sauter      | Germania | 1:33,73 |
| 4    | Linus Straßer    | Germania | 1:34,03 |
| 5    | Anton Tremmel    | Germania | 1:34,17 |
| 6    | Kai Alärts       | Belgio   | 1:34,54 |
| 7    | Cristian Deville | Italia   | 1:34,57 |
| 8    | Stefan Luitz     | Germania | 1:34,59 |
| 9    | Johann Schwaiger | Germania | 1:34,90 |
| 10   | Tobias Erler     | Austria  | 1:35,09 |

Data: 29 marzo

Località: Seefeld in Tirol

1ª manche:

Ore: 9.00 (UTC+1)

Pista: 

Partenza: 1 460 m s.l.m.

Arrivo: 1 300 m s.l.m.

Dislivello: 160 m

Tracciatore: Hannes Wallner
2ª manche:

Ore: 11.30 (UTC+1)

Pista: 

Partenza: 1 460 m s.l.m.

Arrivo: 1 300 m s.l.m.

Dislivello: 160 m

Tracciatore: Andreas Omminger

#### Combinata
| Pos. | Atleta            | Nazione     | Tempo   |
| ---- | ----------------- | ----------- | ------- |
| 1    | Thomas Dreßen     | Germania    | 1:43,71 |
| 2    | Josef Ferstl      | Germania    | 1:43,93 |
| 3    | Bastian Meisen    | Germania    | 1:44,49 |
| 4    | Georg Hegele      | Germania    | 1:44,56 |
| 5    | Maarten Meiners   | Paesi Bassi | 1:45,00 |
| 6    | Alexander Bayer   | Germania    | 1:46,19 |
| 7    | Christian Ferstl  | Germania    | 1:46,49 |
| 8    | Andreas Sander    | Germania    | 1:46,86 |
| 9    | Adrian Meisen     | Germania    | 1:47,63 |
| 10   | Markus Kreilinger | Germania    | 1:47,89 |

Data: 27 marzo

Località: Garmisch-Partenkirchen

1ª manche:

Ore: 

Pista: 

Partenza: 1 540 m s.l.m.

Arrivo: 1 188 m s.l.m.

Dislivello: 352 m

Tracciatore: Markus Lenz
2ª manche:

Ore: 

Pista: 

Partenza: 

Arrivo: 

Dislivello: 

Tracciatore: Hannes Wagner

### Donne

#### Discesa libera
| Pos. | Atleta                     | Nazione   | Tempo   |
| ---- | -------------------------- | --------- | ------- |
| 1    | Michaela Wenig             | Germania  | 1:02,84 |
| 2    | Kira Weidle                | Germania  | 1:03,79 |
| 3    | Marlene Schmotz            | Germania  | 1:03,91 |
| 4    | Simona Hösl                | Germania  | 1:04,37 |
| 5    | Greta Small                | Australia | 1:04,42 |
| 6    | Patrizia Dorsch            | Germania  | 1:04,54 |
| 7    | Sabrina Simader            | Kenya     | 1:06,53 |
| 8    | Katrin Hirtl-Stanggaßinger | Germania  | 1:06,97 |
| 9    | Bianca Kühn                | Germania  | 1:07,09 |
| 10   | Katharina Ostler           | Germania  | 1:07,10 |

Data: 24 marzo

Località: Garmisch-Partenkirchen

Ore: 

Pista: 

Partenza: 1 690 m s.l.m.

Arrivo: 1 188 m s.l.m.

Dislivello: 502 m

Tracciatore: Andreas Fürbeck

#### Supergigante
| Pos. | Atleta                     | Nazione  | Tempo   |
| ---- | -------------------------- | -------- | ------- |
| 1    | Michaela Wenig             | Germania | 59,72   |
| 2    | Simona Hösl                | Germania | 1:00,67 |
| 3    | Edit Miklós                | Ungheria | 1:01,13 |
| 4    | Susanne Weinbuchner        | Germania | 1:01,46 |
| 5    | Kira Weidle                | Germania | 1:01,53 |
| 6    | Patrizia Dorsch            | Germania | 1:01,77 |
| 7    | Marlene Schmotz            | Germania | 1:01,81 |
| 8    | Julia Pronnet              | Germania | 1:03,21 |
| 9    | Katrin Hirtl-Stanggaßinger | Germania | 1:03,24 |
| 10   | Martina Ostler             | Germania | 1:03,30 |

Data: 26 marzo

Località: Garmisch-Partenkirchen

Ore: 

Pista: 

Partenza: 1 540 m s.l.m.

Arrivo: 1 188 m s.l.m.

Dislivello: 352 m

Tracciatore: Hannes Wagner

#### Slalom gigante
| Pos. | Atleta              | Nazione  | Tempo   |
| ---- | ------------------- | -------- | ------- |
| 1    | Ramona Siebenhofer  | Austria  | 2:00,04 |
| 2    | Chiara Mair         | Austria  | 2:00,46 |
| 3    | Lena Dürr           | Germania | 2:00,55 |
| 4    | Michaela Wenig      | Germania | 2:01,18 |
| 5    | Carmen Thalmann     | Austria  | 2:01,24 |
| 6    | Hannah Köck         | Austria  | 2:01,25 |
| 7    | Elisabeth Kappaurer | Austria  | 2:01,27 |
| 8    | Bernadette Schild   | Austria  | 2:01,30 |
| 9    | Patrizia Dorsch     | Germania | 2:01,32 |
| 10   | Pia Schmid          | Austria  | 2:01,52 |
| 10   | Maren Wiesler       | Germania | 2:01,52 |

Data: 28 marzo

Località: Seefeld in Tirol

1ª manche:

Ore: 10.00 (UTC+1)

Pista: 

Partenza: 1 500 m s.l.m.

Arrivo: 1 210 m s.l.m.

Dislivello: 290 m

Tracciatore: Herbert Renoth
2ª manche:

Ore: 13.00 (UTC+1)

Pista: 

Partenza: 1 500 m s.l.m.

Arrivo: 1 210 m s.l.m.

Dislivello: 290 m

Tracciatore: Robert Füß

#### Slalom speciale
| Pos. | Atleta                | Nazione  | Tempo   |
| ---- | --------------------- | -------- | ------- |
| 1    | Marlene Schmotz       | Germania | 1:38,60 |
| 2    | Maren Wiesler         | Germania | 1:39,11 |
| 3    | Lena Dürr             | Germania | 1:39,33 |
| 4    | Christina Geiger      | Germania | 1:39,62 |
| 5    | Katharina Liensberger | Austria  | 1:40,31 |
| 6    | Katharina Huber       | Austria  | 1:40,37 |
| 7    | Hannah Köck           | Austria  | 1:40,50 |
| 8    | Karen Persyn          | Belgio   | 1:40,57 |
| 9    | Chiara Mair           | Austria  | 1:40,60 |
| 10   | Paulina Wirth         | Austria  | 1:40,97 |

Data: 29 marzo

Località: Seefeld in Tirol

1ª manche:

Ore: 8.45 (UTC+1)

Pista: 

Partenza: 1 460 m s.l.m.

Arrivo: 1 300 m s.l.m.

Dislivello: 160 m

Tracciatore: Tobias Lux
2ª manche:

Ore: 11.30 (UTC+1)

Pista: 

Partenza: 1 460 m s.l.m.

Arrivo: 1 300 m s.l.m.

Dislivello: 160 m

Tracciatore: Simon Sengele

#### Combinata
| Pos. | Atleta                     | Nazione     | Tempo   |
| ---- | -------------------------- | ----------- | ------- |
| 1    | Simona Hösl                | Germania    | 1:47,46 |
| 2    | Susanne Weinbuchner        | Germania    | 1:47,92 |
| 3    | Kira Weidle                | Germania    | 1:48,21 |
| 4    | Michaela Wenig             | Germania    | 1:48,77 |
| 5    | Patrizia Dorsch            | Germania    | 1:49,15 |
| 6    | Julia Pronnet              | Germania    | 1:49,47 |
| 7    | Katrin Hirtl-Stanggaßinger | Germania    | 1:49,63 |
| 8    | Adriana Jelínková          | Paesi Bassi | 1:50,38 |
| 9    | Martina Ostler             | Germania    | 1:50,86 |
| 10   | Katharina Ostler           | Germania    | 1:51,42 |

Data: 27 marzo

Località: Garmisch-Partenkirchen

1ª manche:

Ore: 

Pista: 

Partenza: 1 540 m s.l.m.

Arrivo: 1 188 m s.l.m.

Dislivello: 352 m

Tracciatore: Markus Lenz
2ª manche:

Ore: 

Pista: 

Partenza: 

Arrivo: 

Dislivello: 

Tracciatore: Hannes Wagner